# Pentamerón
El Pentamerón (del griego πέντε [pénte], ‘cinco’; y ἡμέρα [hêméra], ‘día’), cuyo nombre original en napolitano es Lo cunto de li cunti overo lo trattenemiento de peccerille (El cuento de los cuentos, o el entretenimiento de los pequeños), es una colección de cuentos de hadas populares, elaborada por el poeta y cortesano italiano Giambattista Basile (ca. 1570-1632), conde de Torrone, escrita en napolitano y publicada de manera póstuma en Nápoles en cinco tomos, de 1634 a 1636, con el pseudónimo anagramático de Gian Alesio Abbattutis.

## Historia
La publicación póstuma de la obra la realizó Adriana Basile, hermana del autor. Lo cunto fue retitulado como "el Pentamerón" por primera vez en la edición de 1674, porque está construido de manera similar al modelo del Decamerone de Boccaccio (1353): 49 de los 50 relatos son introducidos por un primer relato que les sirve de encuadre, en el que un grupo de personas, durante cinco jornadas, cuentan historias. Aunque ya otras recopilaciones de relatos habían incluido cuentos "de hadas" (como Las noches agradables de Straparola), la de Basile es la primera cuyas historias pertenecen, todas ellas, a dicha categoría.
Basile registró y adaptó historias que se cree le fueron transmitidas oralmente principalmente en los alrededores de Creta y Venecia. Si bien Basile no las transmite textualmente de la tradición oral (como lo haría un recopilador moderno), las escribe en su dialecto y en muchos aspectos fue el primer escritor en preservar rasgos de la oralidad.. Por otra parte, muchos de los cuentos que figuran en el Pentamerón constituyen las versiones más antiguas de que se tenga noticia.

### Cuentos de hadas del Pentamerón
Son 50 cuentos contados durante 5 días, 10 cada día. Muchos son cuentos de larga tradición oral, modificado y adaptados. Algunos son muy conocidos, y fueron posteriormente también adaptados por Charles Perrault y los hermanos Grimm.
1. Primer día:
  1. Lo cunto de l'uerco (El cuento del ogro)
  2. La mortella (El mirto)
  3. Peruonto
  4. Vardielo
  5. Lo polene (La pulga)
  6. La gatta cenerentola (La Cenicienta)
  7. Lo mercante (El mercader)
  8. La facce de crapa (Cara de cabra)
  9. La cerva fatata (La cierva encantada)
  10. La vecchia scorticata (La vieja desollada)
2. Segundo día:
  1. Petrosinella (Perejila o Verdezuela: Rapunzel)
  2. Verde prato (Verde pasto)
  3. Viola
  4. Cagliuso (Cagliuso: El Gato con Botas)
  5. Lo serpe (La serpiente)
  6. L'orza (La osa)
  7. La palomma (La paloma)
  8. La schiavottella (La esclavilla: Blancanieves)
  9. Lo catenaccio (El candado)
  10. Lo compare
3. Tercer día:
  1. Cannetella (Canela)
  2. La Penta mano-mozza (Penta la manca)
  3. Lo viso (El rostro)
  4. Sappia Licarda
  5. Lo scarafone, lo sorece e lo grillo (El escarabajo, el roedor y el grillo)
  6. La serva d'aglie (La plantación de ajos)
  7. Corvetto
  8. Lo 'ngnorante (El ignorante)
  9. Rosella
  10. Le tre fate (Las tres hadas: El pozo mágico)
4. Cuarto día:
  1. La preta de lo gallo (La piedra del gallo)
  2. Li dui fratielle (Los dos hermanos)
  3. Li tre ri animale (Los tres reyes animales)
  4. Le sette catenelle (Las siete cortezas de tocino: La hilandera)
  5. Lo dragone (El dragón)
  6. Le tre corone (Las tres coronas)
  7. Le doie pizzelle (Las dos tortitas)
  8. Li sette palommielle (Los siete pichones)
  9. Lo cuorvo (El cuervo)
  10. La soperbia casticata (La soberbia castigada)
5. Quinto día:
  1. La papara (La oca)
  2. Li mise (Los meses)
  3. Pinto Smauto (Esmalte Esplendoroso)
  4. Lo turzo d'oro (El tronco de oro)
  5. Sole, Luna e Talia (Sol, Luna y Talía: La bella durmiente)
  6. La Sapia
  7. Li cinco figlie (Los cinco hijos)
  8. Ninnillo e Nennella (Hansel y Gretel)
  9. Le tre cetra (Las tres cidras o Las tres toronjas)
  10. El desenlace de los cuentos

## Influencia
Como la obra original se publicó en napolitano su difusión fue limitada. El norte de Europa prácticamente la desconoció durante los dos siglos subsiguientes, pero los Hermanos Grimm, en la tercera edición de Cuentos de la infancia y del hogar (Kinder- und Hausmärchen, 1837), explicitan su estima por ella como primera colección "nacional" de cuentos populares, que concordaba con sus puntos de vista nacionalistas románticos y capturaban la voz napolitana. La obra de Basile, luego, comenzará a suscitar un amplio interés.

La colección [del Pentamerón de Basile] durante mucho tiempo fue la mejor y más rica que haya encontrado una nación. No solo las tradiciones de esta época eran en sí mismas más completas, sino que el autor tenía un talento especial para recogerlas y, además, un conocimiento íntimo del dialecto. Las historias se cuentan prácticamente sin rupturas, y el tono, al menos en los cuentos napolitanos, se captura a la perfección [...] Por tanto podemos considerar esta recopilación de 50 cuentos como la base de muchas otras pues, aunque este no fue realmente el caso y si bien, en efecto, no se la conoció fuera del país en que apareció y jamás se la tradujo al francés, tiene, no obstante, la importancia de una base, con la que se está en deuda debido a la coherencia de sus tradiciones. De estos cuentos, dos terceras partes de los episodios principales se pueden encontrar en Alemania, y son comunes en este país hoy en día. Basile no se ha permitido ninguna alteración e incluso prácticamente ninguna adición importante, y esto es lo que da un valor especial a su obra.
Wilhelm Grimm

Varias de las historias del Pentamerón fueron adaptadas más tarde por Charles Perrault y los Hermanos Grimm (por ejemplo en relatos como Cenicienta, Rapunzel, el Gato con Botas, Blancanieves, la Bella Durmiente y Hansel y Gretel).

## Geografía de las historias
Los cuentos de Giambattista Basile se establecen en Basilicata y Campania, donde pasó la mayor parte de su vida en los nobles locales. Entre los lugares relacionados con las historias que nos encontramos con la ciudad de Acerenza y el Castel Lagopesole, este último conectado con el cuento de hadas de Rapunzel. Pronto para abrir en el Museo de la ciudad de cuento de hadas de Acerenza

## Estilo
El estilo de las relatos es muy barroco, con muchos usos metafóricos, Esto fue interpretado como una sátira de dicho estilo, pero dado que Basile lo utiliza también en otras obras, parece que en realidad no existe tal intención irónica.

## Edición en español
- Basile, Giambattista (2019). Pentamerón. Colección Las Tres Edades/ Biblioteca de Cuentos Populares 26. Prólogo y traducción del italiano César Palma, introducción Benedetto Croce. Ediciones Siruela. ISBN 978-84-17624-95-8.